# 부개도서관
부개도서관(富開圖書館)은 인천광역시 부평구 부일로83번길 46에 있는 도서관이다.

## 시설
- 1층: 어린이 열람실, 누리터, 미디어창작공간 나래, 전산실, 서고, 유아방
- 2층: 종합자료실, 음악자료실, 소회의실, 디지털자료실, 정기간행물실, 다목적실2
- 3층: 사무실

## 도서관 이용안내 및 휴관일
- 이용시간 : 09:00~22:00 (화,수,목,금요일) / 09:00~18:00 (토,일요일)
- 휴관일 : 매주 월요일 및 국가공휴일